# Epicauta picitarsis
Epicauta picitarsis es una especie de coleóptero de la familia Meloidae.

## Distribución geográfica
Habita en Obock (región) (Yibuti).